# 金孝錫
金 孝錫（キム・ヒョソク、朝鮮語: 김효석/金孝錫、1894年または1895年12月19日 - 1966年4月15日）は、大韓民国の政治家。初代韓国国会議員。第3代内務部（現・行政安全部）長官。

## 経歴
慶尚南道陜川郡出身。明治大学法学部卒。光復前は青年運動に関与し、光復後は韓国民主党の成立に参加し、中央常務執行委員を務めた。その後は大韓独立促成国民会に参加し、農林部長を務めた。1948年の制憲選挙で大韓独立促成国民会の公認で陜川郡から立候補して当選し、制憲国会議員を務めた。
朝鮮戦争時に北朝鮮に拉致され、1956年7月に北朝鮮の在北平和統一促進協議会常務委員を務めた。その後北朝鮮で72歳で死去した。